# Lycoperdon utriforme
Lycoperdon utriforme (Bull., 1791) è un fungo della famiglia Agaricaceae.

## Descrizione della specie

### Corpo fruttifero
7–18 cm, subglogoso, subellissoidale o piriforme; superficie esterna dell'esoperidio increspata, ricoperta da cesellature piramidali prima, poi dissociata in areole poligonali. Da bianco latte a grigio bruno, infine bruno. A maturazione il peridio si lacera per la dispersione delle spore lasciando un residuo a forma di coppa costituito dalla parete esterna che conteneva la gleba.

### Gambo
Breve gambo consistente in una base sterile di consistenza spugnosa.

### Carne (gleba)
Prima bianca poi giallo-verdastra e infine bruno-olivastra, prima compatta poi pulverulenta. 
Subgleba separata dalla gleba da uno pseudodiaframma.

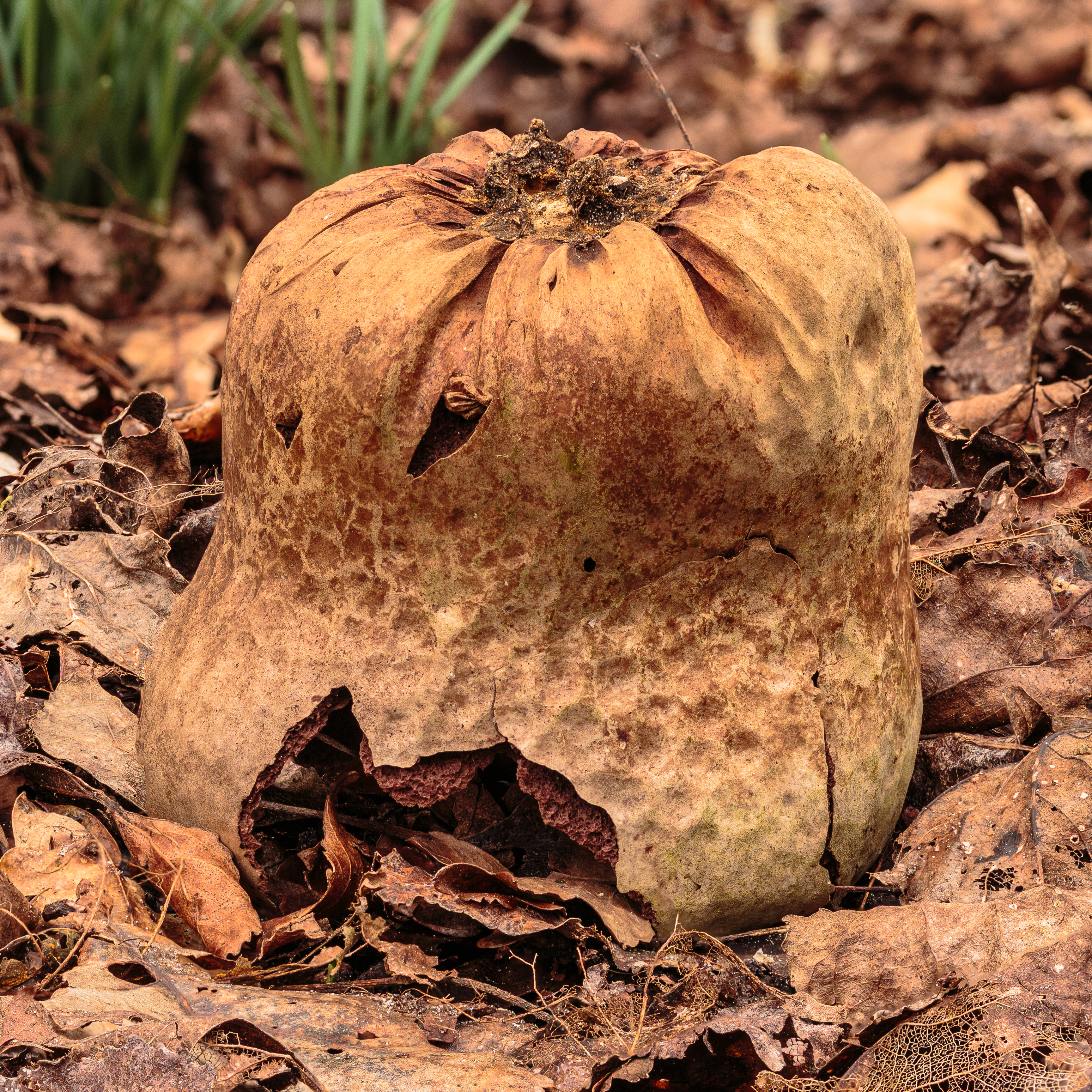
Resti di un utriformis

Odorelieve di acido fenico.

## Microscopia
Sporebruno oliva in massa, globose, lisce con lievi ornamentazioni, guttulate, 4-5 µm.

## Habitat
Fungo molto comune, fruttifica solitario o gregario nei prati e nei pascoli di montagna dalla primavera all'autunno.

## Commestibilità
Commestibile da giovane, anche crudo, quando la gleba è bianca, prima che diventi molle. Da alcuni viene consumato a fette e impanato come una cotoletta.

## Nomi comuni
- Vescia cesellata
- (FR)  Calvatie en outre, Vesse de loup en forme d'outre
- (DA)  Skællet Støvbold
- (SL)  Senožetna plešivka
- (SV)  Skålröksvamp
- Vescia di Lupo
- Peto di lupo

## Specie simili
Può essere confuso con:
- Calvatia gigantea, che ha invece la superficie liscia.
- Calvatia excipuliformis, che ha una forma più piriforme con un piede ampio.

## Sinonimi e binomi obsoleti
- Bovista utriformis (Bull.) Fr., Syst. mycol. (Lundae) 3(1): 25 (1829)
- Calvatia caelata (Bull.) Morgan, J. Cincinnati Soc. Nat. Hist. 12: 169 (1890)
- Calvatia caelata (Bull.) Morgan, J. Cincinnati Soc. Nat. Hist. 12: 169 (1890) f. caelata
- Calvatia caelata f. exigua Hruby, Hedwigia 70: 346 (1930)
- Calvatia caelata (Bull.) Morgan, J. Cincinnati Soc. Nat. Hist. 12: 169 (1890) var. caelata
- Calvatia caelata var. hungarica (Hollós) F. Šmarda, Fl. ČSR, B-1, Gasteromycetes: 285 (1958)
- Calvatia hungarica Hollós, Mathem. Természettud. Ertes. 19: 84 (1904)
- Calvatia utriformis (Bull.) Jaap, Verh. bot. Ver. Prov. Brandenb. 59: 37 (1918)
- Handkea utriformis (Bull.) Kreisel, Nova Hedwigia 48(3-4): 288 (1989)
- Handkea utriformis var. hungarica (Hollós) Kreisel, Nova Hedwigia 48(3-4): 289 (1989)
- Handkea utriformis (Bull.) Kreisel, Nova Hedwigia 48(3-4): 288 (1989) var. utriformis
- Lycoperdon bovista Pers., Observ. mycol. (Lipsiae) 1: 4 (1796)
- Lycoperdon bovista L., Sp. pl. 2: 1183 (1753) var. bovista
- Lycoperdon bovista var. echinatum (Schaeff.) Huds., Fl. Angl., Edn 2 2: 642 (1778)
- Lycoperdon bovista var. echinatum Lightf., Fl. Scot. 2: 1067 (1777)
- Lycoperdon bovista var. glabrum Lightf., Fl. Scot. 2: 1067 (1777)
- Lycoperdon bovista var. granulatum Lightf., Fl. Scot. 2: 1067 (1777)
- Lycoperdon bovista var. hispidum Leers, Fl. herborn., Edn 2: 285 (no 1114) (1789)
- Lycoperdon bovista var. laeve Leers, Fl. herborn., Edn 2: 285 (no 1114) (1789)
- Lycoperdon bovista var. laeve Bull., Hist. Champ. Fr. (Paris) 1: 154 (1791)
- Lycoperdon bovista var. maculatum Lightf., Fl. Scot. 2: 1067 (1777)
- Lycoperdon bovista var. vulgare Huds., Fl. Angl., Edn 2 2: 642 (1778)
- Lycoperdon caelatum Bull., Herb. Fr. (Paris) 9: tab. 430 (1789)
- Lycoperdon cepiforme var. hungaricum (Hollós) Rick, in Rambo (Ed.), Iheringia, Sér. Bot. 9: 464 (1961)
- Lycoperdon echinatum Schaeff., Fung. bavar. palat. nasc. (Ratisbonae) 4: 128 (1774)
- Lycoperdon sinclairii Berk. [as 'Sinclairi'], in Massee, J. Roy. Microscop. Soc.: 716 (1887)
- Lycoperdon utriforme var. hungaricum (Hollós) Jalink, N. Amer. Fung. 5(5): 176 (2010)
- Lycoperdon utriforme Bull., Hist. Champ. Fr. (Paris): 153 (1791) var. utriforme
- Utraria caelata (Bull.) Quél., Mém. Soc. Émul. Montbéliard, Sér. 2 5: 369 (1873)
- Utraria utriformis (Bull.) Quél., Mém. Soc. Émul. Montbéliard, Sér. 2 5: 369 (1873)[2]